# Karen Mulder
Pour les articles homonymes, voir Mulder.
Karen Mulder, née le 1er juin 1970 à Flardingue (Pays-Bas), est un top model néerlandais.
Sa reprise I Am What I Am, parue en single en 2002, est un succès en France, en se classant à la 13e place des meilleures ventes de singles.

## Biographie
Au cours de sa carrière, elle défile pour les plus grandes maisons de couture : Chanel, Yves Saint Laurent, Christian Dior, Valentino ou encore Dolce & Gabbana.
Elle pose en couverture de nombreux magazines tels que Vogue, Cosmopolitan, Elle, Marie Claire, Madame Figaro, L'Officiel et W.
Elle est le visage de plusieurs publicités : Calvin Klein, Céline, Cerruti 1881, Cesare Paciotti, Chloé, Christian Dior, Escada, Garnier, Giorgio Armani, Guess, Herve Leger, Jean Paul Gaultier, Lanvin, Macy's, Nivea, Ralph Lauren, Rochas - Eau de Rochas (parfum), Saks Fifth Avenue, Swarovski et d'autres.
Entre 1996 et 2008, elle participe à 9 reprises aux concerts caritatifs des Enfoirés pour combattre la précarité en France.
De 1997 à 2000, elle fait partie des Anges de Victoria's Secret.
En 2001, elle joue dans le court-métrage Un vol la nuit.
La même année, elle porte plainte contre les dirigeants de l'agence Elite qu'elle accuse de viol. Elle est ensuite hospitalisée après une tentative de suicide.
En 2002, elle fait une reprise de la chanson I Am What I Am de Gloria Gaynor, qui se classe à la 13e meilleure vente de singles en France.
En 2004, elle se lance dans la musique. Elle travaille avec Daniel Chenevez, du groupe Niagara et sort un album intitulé Karen Mulder.
En 2006, elle fait une reprise de la chanson Ma philosophie d'Amel Bent.

## Vie privée
En 1995, Karen Mulder achète un château en France qu'elle met à disposition afin d'offrir des vacances à des enfants défavorisés.
Elle partage sa vie durant plusieurs années avec l'homme d'affaires Jean-Yves Le Fur.
En 2006, elle donne naissance à une fille, Anna, dont le père est un réalisateur de clip prénommé Martin.
En 2009, elle est placée en garde à vue, elle est entendue pour des faits de harcèlement téléphonique et menaces réitérées à l'encontre de sa chirurgienne esthétique.